# YSX
YSXは日本の民間輸送機（旅客機）計画のひとつ。YS-11の後継機として計画されたもの。

## 計画経緯

### 国産小型機計画
1986年（昭和61年）、小型ターボプロップ機YXX（7J7）を計画していた日本に対し、中華人民共和国が小型ターボプロップ機を、インドネシアが同じく「ATRA90」を、西ドイツMBBが「MPC75」を共同開発しないかと、それぞれ打診していた。特に、川崎とBK117の共同開発で良好な関係を築いたMBBは、日本側に開発比率の50パーセントを譲るという好条件を提示していた。しかしながら、これらの国・企業には機体全般を製造する技術に信頼が置けないこと、販売網が構築できないことなどから、日本側は交渉しなかった。
しかし、これらの国が独自計画を持っているという刺激を受け、ボーイングが絶対的主導権を握るYXXよりも日本の主体性をもたせた輸送機計画を持つべきだとして、日本の航空宇宙企業が構成する日本航空宇宙工業会は、同年に「民間機調査検討委員会」を設置し、以下の機体の検討をはじめた。
- 50席から100席の小型機開発の検討
- YS-11の姿勢を引き継ぎ、経験を生かせる機体
- 共同開発においても、マーケティング、商品企画、開発、生産、販売、サポートにおいて日本が主体性とメジャーシェアを保つこと

翌1987年（昭和62年）にかけては、YXXで使用するターボプロップエンジンを採用するかの検討に入ったが、ターボファンエンジンの双発とすることになった。1989年（平成元年）に小型民間機計画は国の委託事業として認可され、工業会の「日本航空機開発協会」は、ターボファン双発・75席輸送機の開発と、同クラスの計画が海外でも多数あることから、国際共同開発の可能性の検討をはじめた。

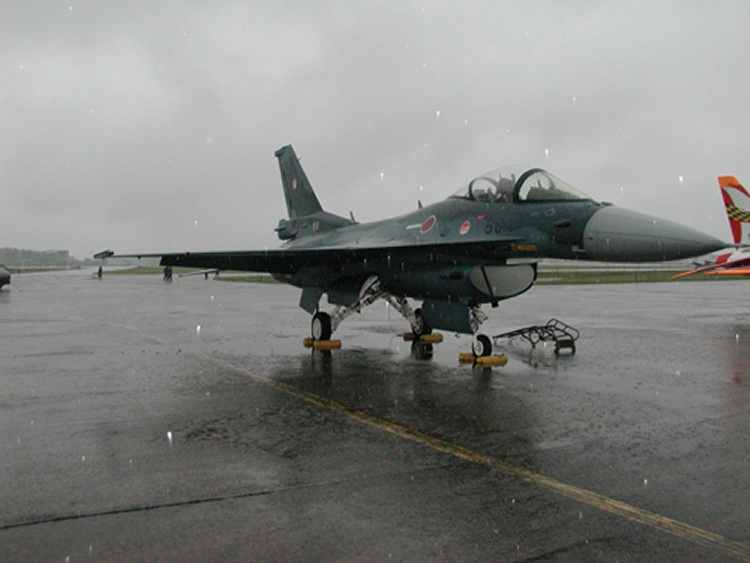
YSXと同時期に共同開発となった支援戦闘機 F-2

この1987年から1989年とは、日本の半導体技術が急成長し、ちょうど後にバブルといわれた好景気が始まったころで、日本人に自信が満ち溢れていた時代である。アメリカ合衆国やヨーロッパが軒並み不況に陥る中、日本だけが独走であり、欧米で反日感情が高まっていた。YSXとほぼ同じ頃に独自開発を声高にうたった次期支援戦闘機FS-Xが、日本にとって不平等な協定を結び、アメリカと共同開発でF-2を作ることになった時代でもあった。

### 共同開発と世界の動向
1991年（平成3年）には委託事業から民間主導の補助事業とされ、「小型民間機（YSX）開発調査」と銘打った調査を開始し、共同開発パートナーの選択にかかったが、ちょうどこのころイギリス・BAe、フランス・エアロスパシアル、イタリア・アレーニアの3社連合が開発協力を打診してきた。欧州の老舗メーカーとの連合は魅力もあったが、仏伊はすでに独ドイツ・ダイムラーエアロスペースAG（DASA）とYSXクラスの共同開発計画を持っている上、DASAはオランダの小型機メーカー・フォッカーに出資をしており、近々買収するのではないかといわれていた。（1993年に実際に買収した）このような欧州情勢の不透明感から、この打診には態度を保留し続けた（実際、この後数年で欧州の航空業界は急速に再編されていった）。その上、湾岸戦争によって世界のエアラインは低迷期を迎えており、思い切った手を打ち出せる状況にはなかった。
1993年（平成5年）に小型機業界は大きく活性化した。カナダのボンバルディア社は、前年に買収したデ・ハビランド・カナダ社のターボプロップ小型旅客機「DHC8-Qシリーズ」を引き継ぎ、新たに「Q-400」を開発すると発表した。ブラジル・エンブラエル社も経営を再建し、小型リージョナルジェット機EMB145を発表、インドネシアもN250を、スペイン・CASAも79〜80席の新型機を発表し、中国・韓国も共同で50席から100席クラスの小型機を開発するとの情報が流れ、競争は熾烈さを露呈し始めた。
この年、仏エアロスパシアル・伊アレーニアの連合ATRは82席のターボプロップ機ATR82の開発協力を打診してきた。しかし、日本はYSXが目指すファンエンジンではないため、という理由でこれを断った。エアロスパシアルは何度も日本に参加を打診したが、日本はすべて断った。すでにATR82は仏伊で計画が固まっており、日本主導が目的であるYSXの意思に反するし、ヨーロッパの企業との接近によって、アメリカ合衆国の不信を買うことを恐れたこともあった。
日本はこのころバブル崩壊によって景気が悪化していたものの、いまだに多くに人がバブル景気の余韻に浸っており、深刻に感じてはいなかった。ヨーロッパに比べれば経済的な余裕もあったことから、景気が回復基調に乗ってから開発に入ればよいとの考えが支配的だった。
しかしこの年、計画が遅々として進まないことに苛立った通産省（現経済産業省）は航空機工業審議会において、翌平成6年度（1994年）予算にこれまでの10倍近い16億円を要求して獲得した。日本航空機開発協会はこれを受け、具体的な技術コンセプト調査チーム、国際共同開発調査チームを新たに置き、これまでの調査チームと合わせて3段構えの調査を行った。
ここで協会は、YX（767）とYXX（7J7）を共同開発してきたボーイングに共同開発を打診した。協会とボーイングはこのときもボーイング777の共同開発を進めており、767以来良好な関係を維持してきた。しかし、ボーイングは1992年（平成4年）に子会社の小型機メーカー、デハビランド・カナダをボンバルディアに売却して、小型機部門に興味がないともみられており、ボーイング側ははっきりとした意思は示さなかったが、参加に前向きな含みを持たせる返事をし、日本の期待は高まった。

### ボーイングの思惑

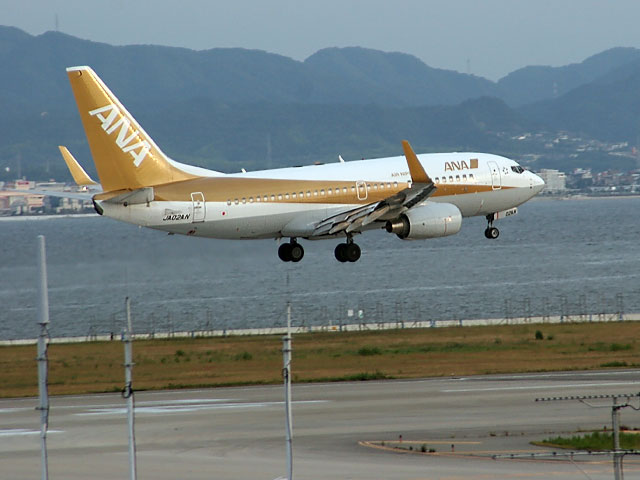
YXX/7J7を退けて開発した737 Next Generation（写真は全日空の700型）

しかし、この年の10月にボーイングは7J7（YXX）の開発凍結を発表した。翌11月、7J7の代替としてボーイング737を改造開発する「737X」の発表がさらに日本を追い詰めた。日本側にこの通告はなかった上に、韓国の大韓航空がエアラインでありながらじきじきに開発に参加すると表明したからだ。ボーイングは対中国接近を狙うビル・クリントン政権の思惑のもと、また中国での活動で先行するマクドネル・ダグラスを追いかける目的でも、中国・韓国に比重を移しており、737Xにも多数の中韓企業が下請けを受注していた。
YXXが実質中止に追い込まれ、YSXも先行きが不透明となったことから、日本航空宇宙工業会の中心である三菱重工業は、急成長を遂げていたカナダのボンバルディア・エアロスペースに接近し、ビジネスジェット機「グローバルエクスプレス」の共同開発に参加（実質は下請けに近かった）、さらに同社のDASH8-Q400の開発にも参加するなど、別方向での民間機開発を望み始めた。しかし、航空産業の横並び的な発展を考える通産省にとって、三菱の独走はYSX開発の上でも各社の足並みを乱す一大事だった。しかも、Q400はYSXの構想サイズとほぼ同じであり、これを三菱の裏切りと考えた通産省はあからさまに不快感を表した。

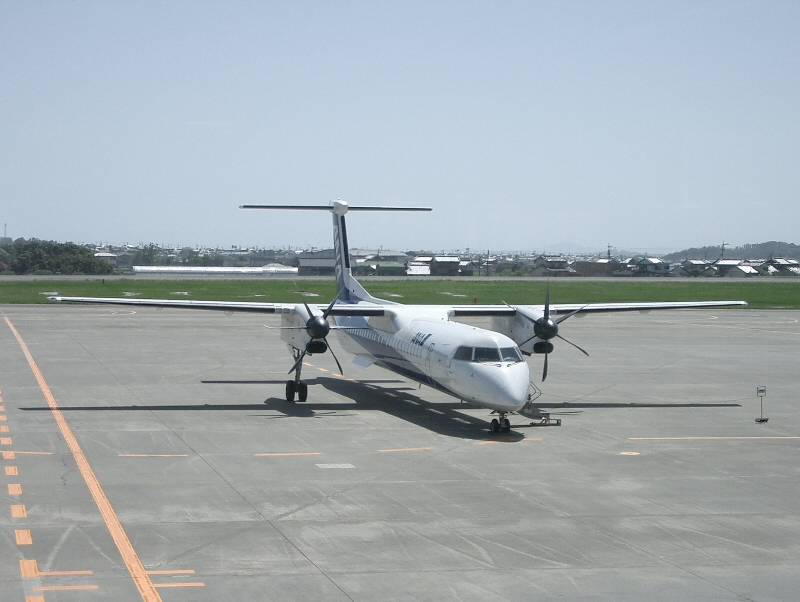
三菱が開発に参加したQ400（写真は全日空機）

このように日本側の足並みが乱れ始めていたが、翌1994年（平成6年）4月になると、ボーイングが突如YSXへの関心を強めた。米国内での小型機需要増加が背景にあるともいえるが、ボーイングはこれまでにない現実的な計画案を日本側に示し、通産省と日本航空機開発協会（JADC）は期待を膨らませた。
- 75席の計画を90席に大型化する。
- 既存機737-500をベースにすることで開発費を抑え、ほぼ全ての部分を共通化することで信頼性を向上させる。
- 最重要な主翼の一部改良か全部改良かは、全体の改良度合いと開発費から考慮する。

この初めての具体案を受けて、JADCは10月に職員20人をボーイングに派遣し、開発費などの計算にあたらせた。協会としては翌年3月までにはボーイングとの間で了解覚書を締結し、90席前後、航続距離3700kmの機体構想を決定して、2000年（平成12年）には商業ベースに乗せたいと考えていた。
しかしこのころ、中国・韓国共同開発の小型旅客機「AE100」計画が本格的に動き出していたが、中韓は技術力と販売面から第三のパートナーを探していた。英BAe・仏エアロスパシアル・伊エレニアの連合と米マクドネル・ダグラス（MD）が参加を打診していたが、ボーイングはこれにも介入しようとした。このため、AE100は世界的な注目を集め、日本が単独で提案するYSXは陰に隠れてしまった。

### ボーイングの転換

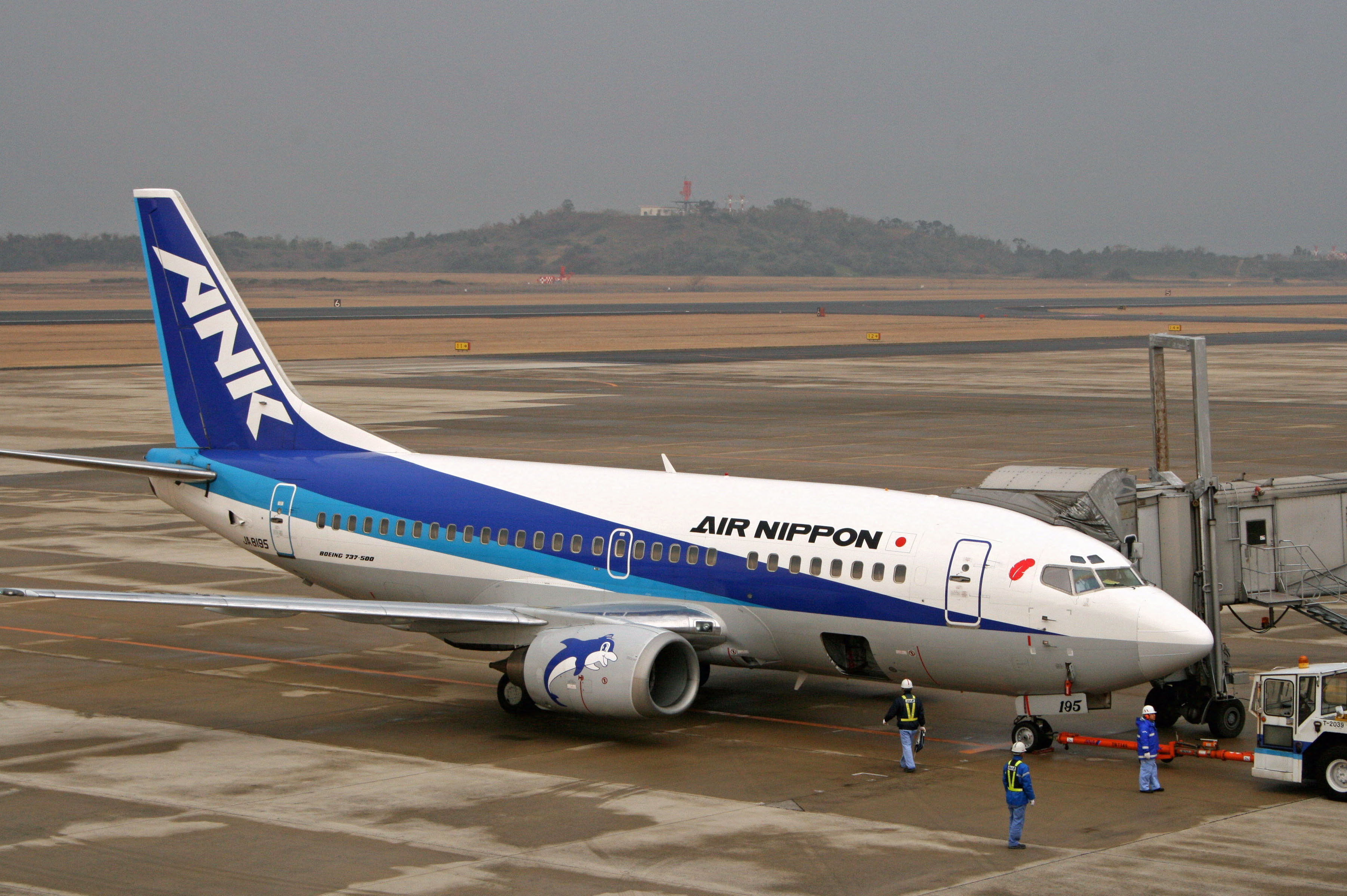
現実味を帯びたYSX/737-500の改良計画だったが、結局霧散してしまった。（写真はエアーニッポンの500型）

AE100は中国と韓国の主導権争いに加えて、英仏伊連合のエアロ・インターナショナル・リージョナル（AIR）、マクドネル・ダグラス、ボーイングの三つ巴の非難合戦へと展開し、泥沼の様相を呈していた。また、中国との交渉では3社それぞれが振り回され、全く交渉がまとまらなかった。ボーイングが2社と争う間、YSXは完全に放置される形となった。一方、日本がAE100に参加しても、3社のどれかに付属する形でしかありえず、その場合、シェアの70パーセントはすでに中韓が保有することが決定しており、日本は残りの30パーセントのうち、ほんのわずかしか得ることができないだろうと考えられた。
1995年（平成7年）、マクドネル・ダグラスはAE100計画を放棄して、単独で小型機MD-95を開発することを発表した。MD-95はYSXと同クラスであるため、日本にとってはますます好ましくない状況になってしまった。一方、ボーイングは欧州との戦いを続けており、YSXは全く進まなかった。3月に予定していた了解覚書締結も実現せず、7月末までに引き伸ばしたが、それも実現しなかった。
1996年（平成8年）、日本航空機開発協会はYSXの見直しを考え、共同開発の対象をボーイングからボンバルディア、スウェーデンのサーブ、スペインのCASAなど、AE100へ参加していない企業へ拡大することを検討した。特に、三菱が関係を強化しているボンバルディアに焦点を当てて交渉を進めようと計画した。YSXが一向に進展しない中で、三菱はボンバルディアの新型機に次々と参加を決定し、独走態勢であった。
ところが、この年の5月、ボーイングはAE100の離脱を表明し、AE100はAIRが受注したものの、中韓の意見がまとまらずに停滞した。欧州勢にしてみれば、ようやく勝ち取ったにもかかわらず、何の利益もなく、無駄に時間を浪費しただけだった。一方ボーイングは、AE100から離脱したものの、YSXに帰ってくる様子は全くなかった。エアバスのA380に対抗するための747X計画（後に凍結）を抱え、737-500を改造するという中途半端な計画に魅力を感じなくなったようだ。
さらに同年末、ボーイングは長年の敵であるマクドネル・ダグラスを吸収合併すると発表した。日本側は全く知らされていなかったが、最大の懸案はボーイングがYSXと同クラスのMD-95をどうするかだった。ボーイングはYSXについて問われると、「検討は続けているが、難しい市場だ」と逃げ腰であった。もはや日本側は誰も期待していなかった。

### YSX計画の終焉

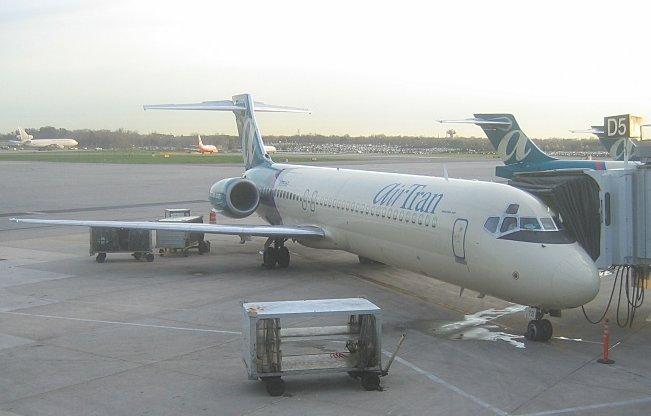
ボーイングはYSXを退け、MD-95の改良型717を選んだ（写真はエアトラン航空の717）

1997年（平成9年）、ボーイングはMD-95を「ボーイング717-200」として継続販売すると発表した。同クラスのYSXを生産するはずがなく、事実上のYSX放棄であった。翌1998年（平成10年）に日本側は計画を一から見直し、80席クラスの市場調査を行う事とした。
三菱はボンバルディアとの間で小型リージョナルジェット機の共同開発を次々に進め、川崎重工業もこのころ三菱への対抗上、ボンバルディアの宿敵エンブラエルへの接近姿勢を強めていた。冷戦終結による世界的な軍縮の流れによって、今後自衛隊関連の機体製造も先細りとなるであろうから、両者とも民需への産業移転を強めようとしていた。その中で、遅々と進まないYSXへの苛立ちを募らせ、独自の企業戦略を打ち出そうとしていた。
2000年（平成12年）、国家産業技術戦略検討会において、当面、YSX開発の可能性はないとして、市場の動向調査のみを続けるとした。H-IIロケット失敗などで日本全体に航空宇宙への失望が漂っていた時期であったが、国としてYSX放棄を発表したのは初めてであった。しかし調査費だけは毎年1億円を支給される歪んだ体制であった。一方、業界第一位の三菱は、ボーイングとの間でこの年の5月、電撃的な包括提携を発表し、宇宙機器や新型旅客機などで相互協力を強めるとした。三菱の独走がさらに勢いづいた格好で、777に続く新型機開発でも三菱が主体となることが明らかとなった。
防衛庁は2001年（平成13年）11月29日、次期輸送機（C-X）と次期対潜哨戒機（P-X）の主契約企業を、業界第二位の川崎重工に決定した。C-XとP-XはYSXの大きさに近く、また両機は機体の一部を共通化させるため、この技術をYSXに移転させようという構想は以前からあり、経済産業省は最後の手段として同年末、これらとYSXを共通化させるつもりであるとの情報を、日本経済新聞に事前にリークし、日経は11月24日に大々的に報道した。だがその5日後に防衛庁は、YSXへの共通化・技術移転は考慮していないとして、あっさり否定した。
中型機2機種の共通化さえ日本では経験の無い事態であるのに、3種類の共通化となれば、どれも中途半端なものになってしまう可能性があり、よくよく考えれば実現不可能であったが、経産省は自らの面子にかけて、YSXを実現させるために世論を高揚させようと工作したようだが（実際に国民の期待は高まった）、たった5日で失敗し、これ以後YSXが大きく語られることは無くなった。
2002年（平成14年）8月末、経産省は「30席から50席クラスの小型ジェット機」計画（計画名「環境適応型高性能小型航空機」）を発表し、来年度予算を要求した。この計画発表により、YSXは完全に終止符を打たれた。この計画は、YSXまでの各社横並びの事業から脱皮し、企業の責任によって自主開発させるとしたもので、富士重工業・JADCの協力を得た三菱が選ばれ着手、その後全日空の発注により2008年（平成20年）3月28日に事業化を正式に発表、MRJ（後にMitsubishi SpaceJetへ改称）として開発が進められたものの、開発は凍結状態を経て、2023年（令和5年）2月に正式に中止が発表された。